# Moskva-Vnukovo Internationale Lufthavn
Moskva-Vnukovo Internationale Lufthavn, (russisk: Внуково, Международный аэропорт) (IATA: VKO, ICAO: UUWW) er en international lufthavn placeret 28 km sydvest for Moskva i Rusland. Den er én af 3 store lufthavne der betjener Moskva-området (de andre er Domodedovo Internationale Lufthavn og Sjeremetevo Internationale Lufthavn) I 2010 ekspederede den 9.460.000 passagerer og 139.9002008 flybevægelser.
I 2015 var Sjeremetevo den travleste internationale lufthavn i Moskva-området med 31.280.000 passagerer. Domodedovo den næst vigtigste med 30,5 mio. passagerer og Vnukovo den mindste af de tre internationale lufthavne med 15,8 mio. passagerer.

## Historie
Vnukovo er den ældste af Moskvas operative lufthavne. Den sovjetiske regering påbegyndte byggeriet i 1937, på grund af den daværende Khodynka Lufthavn havde nået sit kapacitets maksimum. Vnukovo blev indviet 1. juli 1941. I starten var lufthavnen en del Østfronten under 2. verdenskrig og blev udelukkende brugt til militære formål. Passagerertrafik blev indledt efter krigens afslutning.